# فرانز فيهبوك
فرانز فيهبوك (مواليد 24 أغسطس 1960) هو مهندس كهربائي ورائد فضاء نمساوي.